# Vasanello
Vasanello is een gemeente in de Italiaanse provincie Viterbo (regio Latium) en telt 3999 inwoners (31-12-2004). De oppervlakte bedraagt 28,6 km², de bevolkingsdichtheid is 136,11 inwoners per km².
Tot 1949 was de naam van de gemeente Bassanello.

## Demografie
Vasanello telt ongeveer 1427 huishoudens. Het aantal inwoners steeg in de periode 1991-2001 met 9,4% volgens cijfers uit de tienjaarlijkse volkstellingen van ISTAT.
| Jaar | Inwoneraantal |
| ---- | ------------- |
| 1991 | 3555          |
| 2001 | 3890          |

## Geografie
De gemeente ligt op ongeveer 265 m boven zeeniveau.
Vasanello grenst aan de volgende gemeenten: Bassano in Teverina, Gallese, Orte, Soriano nel Cimino en Vignanello.

## Externe link

Kaart in provincie

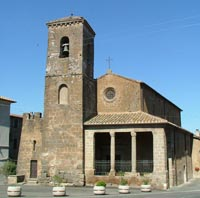